# David Ondříček
David Ondříček  (né le 23 juin 1969  à Prague) est un réalisateur et producteur tchèque de cinéma.

## Biographie
David Ondříček étudie à l'Académie du film de Prague (FAMU) de 1987 à 1992. Son premier film est Šeptej. En 1999, il fonde la société de production Lucky Man Films avec laquelle il tourne en 2000 son second film, Les Solitaires. Avec Jiří Macháček, il écrit le scénario de son film suivant Jedna ruka netleská en 2003. Il se consacre également à la réalisation de publicités et de clips vidéos.

## Filmographie partielle

### Comme réalisateur
- 1996 : Šeptej
- 2000 : Les Solitaires (Samotáři)
- 2003 : Jedna ruka netleská
- 2006 : Grandhotel
- 2012 : In the Shadow (Ve stínu)
- 2018 : Dukla 61
- 2021 : Zátopek

### Comme producteur
- 2015 : Lost in Munich